# Schwarze Flut
Schwarze Flut  (Originaltitel:  黯い潮, Kuroi ushio) ist ein Roman von Yasushi Inoue. Er erschien erstmals 1952. Die deutsche Übersetzung von Otto Putz erschien 2000.

## Inhalt
Im Tokio des Jahres 1949 muss der Journalist Hayami den Mord an Shimamoya Sadanori, dem Präsidenten der Japanischen Staatsbahn, aufklären. Durch seine gründliche und seriöse Arbeitsweise nimmt er Abstand von der Selbstmordthese seiner Kollegen und kann schließlich durch den Vergleich mit einem früheren Mordfall herausfinden, dass es sich nicht um einen Selbstmord gehandelt hat, alle anderen Angaben zu Tätern und Motiv bleiben aber offen. Im früheren Fall hatte Hayamis Ehefrau Harumi mit einem Schlagersänger tatsächlich einen gemeinsamen Suizid unternommen.
Privat möchte der Witwer eine erneute Beziehung mit Keiko eingehen, deren Vater Usan hobbymäßig zu Farben forscht. Usan findet beispielsweise heraus, dass Krapprot in Asien anders gewonnen wird als in Europa. Am Ende der Erzählung beschäftigt er sich mit der Hajizome-Färbung, deren Farbwert er mit den Strahlen der Sonne vergleicht und die in Japan zu den verbotenen Farben zählte.

## Kritik
Ludger Lütkehaus „verortet Inoue als weder traditionalistisch verankerten noch experimentell angehauchten Autor, der ein zutiefst humanistisches Anliegen vertrete. Als besondere Qualität sieht es der Rezensent an, dass Inoue die dem Roman zugrundeliegenden Gefühle von Kälte, Misstrauen, Fremdheit nicht preisgebe oder zugunsten optimistischerer Lösungen verrate.“
Sebastian Domsch wird folgendermaßen zitiert: „Im Mittelpunkt des Romans steht ein Journalist, der diesen Fall recherchieren muss. Diese Recherche sei geradezu langatmig geschildert, meint Domsch. Der soziale Hintergrund der Geschichte dagegen, der Kampf mit den Gewerkschaften beispielsweise, sei weitestgehend ausgeblendet, was Domsch zu der Vermutung veranlasst, dass es Inoue um ganz andere Themen zu tun gewesen sein muss: die Auseinandersetzung mit dem Tod, die sich für den Rezensenten auch in der zentralen Farbmetaphorik des Buchs ausdrückt.“

## Ausgaben
- Yasushi Inoue: Schwarze Flut, Suhrkamp, Frankfurt am Main, 2000, ISBN 3-518-22334-8.